# Santa Maria de Manu
Santa Maria de Manu var en kyrkobyggnad i Rom, helgad åt Jungfru Maria. Kyrkan var belägen mellan Palatinen och Circus Maximus vid dagens Via dei Cerchi i Rione Campitelli. Tillnamnet ”Manu” syftar på la mano de Cicerone (”Ciceros hand”), en kolossal hand i marmor.

## Historia
Kyrkan uppfördes år 1215. Förutom i officiella kyrkoförteckningar omnämns kyrkan i en bulla promulgerad av påve Innocentius IV från år 1249 och i en bulla av påve Bonifatius VIII från år 1299.
Kyrkan Santa Maria de Manu antas ha övergivits efter Roms skövling år 1527.
Den tyske arkeologen Christian Hülsen anser, att denna kyrka är identisk med Santa Maria dei Cerchi, men detta antagande har på grund av bristen på historiska bevis inte slutgiltigt påvisats. Enligt den italienske författaren Claudio Rendina rör det sig om två skilda kyrkobyggnader.

## Omnämningar i kyrkoförteckningar
| Katalog                      | År         | Benämning                     |
| ---------------------------- | ---------- | ----------------------------- |
| Catalogo di Cencio Camerario | 1192       | sce. Marie de Manu            |
| Il Catalogo Parigino         | cirka 1230 | s. Maria de Mano              |
| Il Catalogo di Torino        | cirka 1320 | Ecclesia sancte Marie de Manu |